# Club Deportivo Sonsonate
Maillots
Le C.D. Sonsonate est un club de football salvadorien basé à Sonsonate, fondé en 1948.
Il évolue dans le championnat du Salvador de première division depuis 2015.

## Histoire
Le club évolue en première division de 1966 à 1978, puis de 1997 à 1999, et enfin à compter de 2015.
Il obtient son meilleur classement en première division lors de la saison 1968-1969, où il se classe troisième du championnat, avec 20 victoires, 7 matchs nuls et 9 défaites.